# Атони
Ато́ни — один из амбоно-тиморских народов, населяющий остров Тимор. Атони проживают как на индонезийской части острова, так и в государстве Восточный Тимор (анклав Окуси).
Численность — 844 030 человек.
Основные страны расселения: Индонезия — 761 000 чел, Восточный Тимор — 80 000 чел.
Другие страны расселения: Португалия — 3 030 чел.
Атони населяют две разные по числу населения территории. Самая большая территория населения этого народа имеет 100000 жителей, самая маленькая — около 17 тысяч. Территория состоит из нескольких суб-территорий, называющихся кефетторан, каждый из которых возглавляет феттор, который проистекает из управляемого правления клана.
Язык — уаб-мето.
Религиозная принадлежность верующих: христиане-протестанты, часть — мусульмане-сунниты, традиционные верования.
Применяют подсечно-огневое земледелие при выращивании кукурузы и риса. Используют дравидский тип терминологии родства.

## Этническая история
Не позже 1642 года княжества атони, по всей видимости, были объединены в единое королевство, которое само по себе являлось частью политической структуры с центром в южной части соседнего тетума или области белу.